# سون-تک اوه
سون-تک اوه (کره‌ای: 오순택؛ ۲۹ ژوئن ۱۹۳۲ – ۴ آوریل ۲۰۱۸) یک هنرپیشه اهل ایالات متحده آمریکا بود.
از فیلم‌ها یا برنامه‌های تلویزیونی که وی در آن نقش داشته‌است می‌توان به مردی با طپانچه طلایی، آخرین شمارش معکوس اشاره کرد.